# Peribatodes montserrata
Peribatodes montserrata là một loài bướm đêm trong họ Geometridae.